# Ségovie
Pour l’article homonyme, voir Segovia (homonymie).
Ségovie (Segovia en espagnol) est une commune de la communauté autonome de Castille-et-León en Espagne. C'est la capitale de la province de Ségovie. Elle se trouve à une heure de route (ou une demi-heure de train avec l'AVE) de Madrid, au confluent des rivières Eresma et Clamores, au pied de la sierra de Guadarrama. La vieille ville et l'aqueduc ont été inscrits au patrimoine mondial de l'UNESCO en 1985. L'aqueduc est considéré comme l'ouvrage de génie civil romain le plus important d'Espagne et constitue l'un des monuments de la Rome antique les plus importants et les mieux conservés de la péninsule ibérique.
La municipalité compte une population de 50 802 habitants (INE 2022) et sa zone d'influence immédiate compte environ 80 000 habitants.

## Histoire
Le peuplement de Ségovie est fort ancien. À l'endroit qu'occupe aujourd'hui l'Alcazar se trouvait une place forte celte. Pendant l'époque romaine, Ségovie appartenait à la juridiction impériale (« convent ») de Clunia (dans l'actuelle province de Burgos). On pense que la ville fut abandonnée à la suite de l'invasion islamique. Après l'occupation de Tolède par Alphonse VI de Castille à la fin du XIe siècle, le gendre de ce dernier, le comte Raymond de Bourgogne amorce avec le premier évêque du diocèse le repeuplement de Ségovie par des chrétiens originaires du nord de la péninsule et de par-delà les Pyrénées, et la dote d'un territoire considérable dont les terres traversent la sierra de Guadarrama et le Tage.
Durant le XIIe siècle, Ségovie subit d'importants troubles dirigés à l'encontre de son gouverneur, Álbar Yáñez, et plus tard liés aux luttes du règne de la reine Urraca. Malgré ces désordres, sa situation géographique sur les trajets de transhumance en fit un important centre du commerce de la laine et des manufactures textiles (dont l'existence est attestée dès le XIIIe siècle). La fin du Moyen Âge est une période de splendeur, durant laquelle elle abrite une importante synagogue; une importante industrie drapière se met en place ; elle développe une splendide architecture gothique et abrite la cour des rois de la Maison des Trastamare (Alphonse X le Sage avait déjà établi l'Alcazar comme résidence royale). C'est enfin à Ségovie qu'Isabelle la Catholique est proclamée reine de Castille le 13 décembre 1474.
Comme tous les centres textiles castillans, Ségovie s'unit au soulèvement des Communautés de Castille ; elle y jouera un rôle considérable sous le commandement de Juan Bravo. Malgré la défaite des Communautés, l'essor économique de la ville se poursuivit durant le XVIe siècle, pour arriver en 1594 à 27 000 habitants.
Elle entra ensuite en décadence comme pratiquement toutes les villes castillanes, si bien qu'à peine un siècle plus tard, en 1694 elle n'abritait plus que 8 000 habitants. Au début du XVIIIe siècle les tentatives pour revitaliser son industrie textile furent peu efficaces. En 1764 est inauguré le Collège royal d'Artillerie, la première académie militaire d'Espagne, qui se trouve encore dans la ville.
En 1808 elle fut mise à sac par les troupes françaises pendant la guerre d'indépendance espagnole. Pendant la première guerre carliste les troupes du prétendant Don Carlos attaquent la ville sans succès. Pendant le XIXe siècle et la première moitié du XXe, profitant d'un relatif essor économique, Ségovie connut un regain démographique.
En 1931, la République est proclamée par le poète Antonio Machado, qui hisse le drapeau républicain sur l’hôtel de ville au son de La Marseillaise.

## Démographie
| 1991   | 1996   | 2001   | 2004   | 2008   |
| ------ | ------ | ------ | ------ | ------ |
| 54 375 | 54 287 | 54 368 | 55 586 | 56 858 |

## Politique et administration

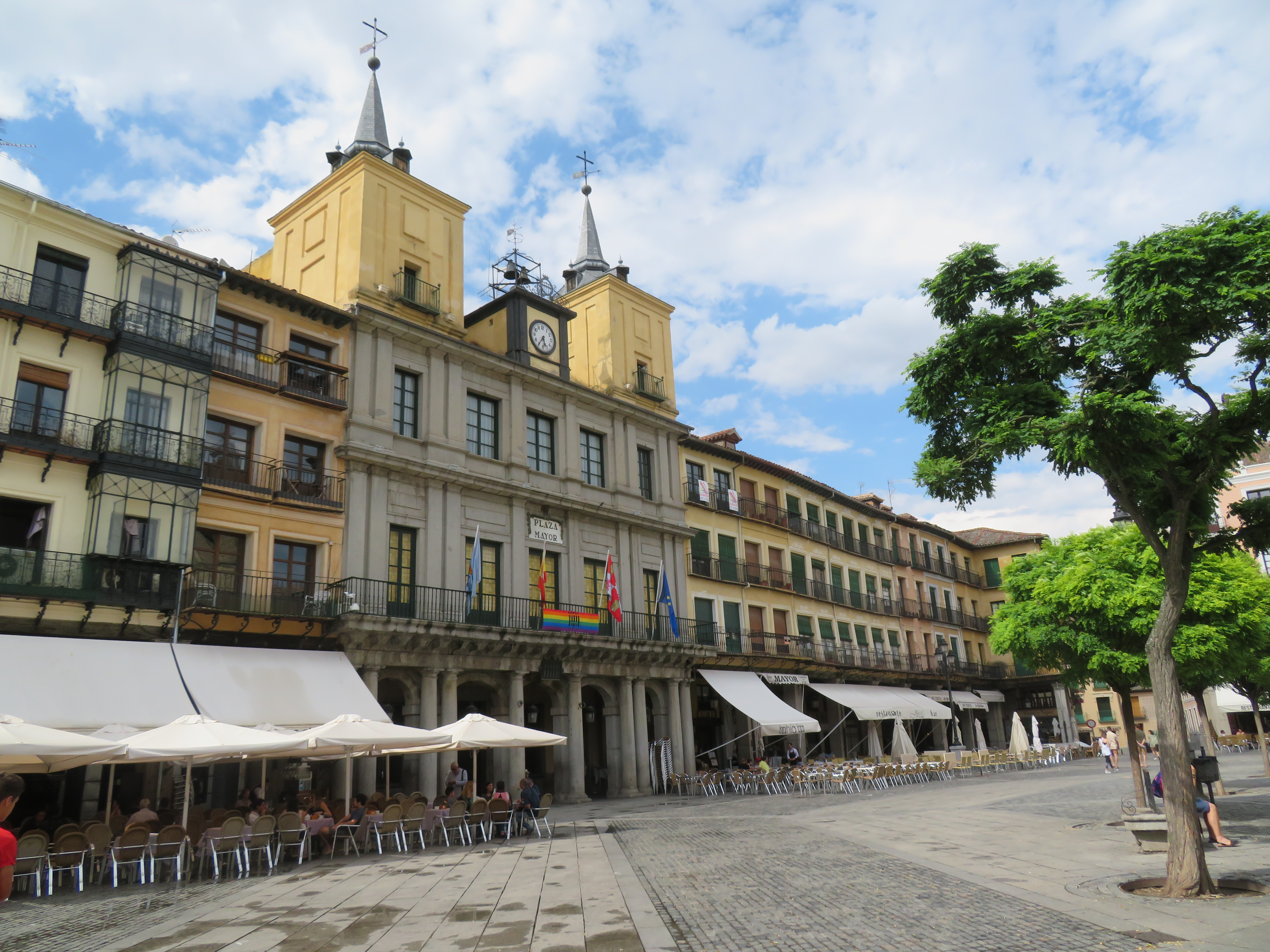
L'hôtel de ville de Ségovie, sur la plaza Mayor.

Ségovie appartient à la province homonyme, dont elle constitue la capitale, et à la communauté autonome de Castille-et-León. Elle accueille donc le siège de la députation provinciale.

### Conseil municipal
Lors des élections municipales du 28 mai 2023, la ville de Ségovie comptait 50 802 habitants. Son conseil municipal (Pleno del Ayuntamiento) se compose donc de 25 élus.
| Parti | Parti        | 1979 | 1983 | 1987 | 1991 | 1995 | 1999 | 2003 | 2007 | 2011 | 2015 | 2019 | 2023 |
| ----- | ------------ | ---- | ---- | ---- | ---- | ---- | ---- | ---- | ---- | ---- | ---- | ---- | ---- |
|       | CDS          |      | 2    | 7    | 3    |      | 2    |      |      |      |      |      |      |
|       | Cs           |      |      |      |      |      |      |      |      |      | 2    | 3    | 1    |
|       | Indépendants |      | 2    |      |      |      |      |      |      |      |      |      |      |
|       | PCE          | 1    |      | 2    | 2    | 4    | 4    | 2    |      | 1    | 1    | 2    | 2    |
|       | IU           | 1    |      | 2    | 2    | 4    | 4    | 2    |      | 1    | 1    | 2    | 2    |
|       | PDL          |      | 1    |      |      |      |      |      |      |      |      |      |      |
|       | PDP          |      |      | 2    |      |      |      |      |      |      |      |      |      |
|       | CD           |      | 10   | 6    | 11   | 15   | 12   | 12   | 12   | 12   | 8    | 9    | 12   |
|       | CP           |      | 10   | 6    | 11   | 15   | 12   | 12   | 12   | 12   | 8    | 9    | 12   |
|       | AP           |      | 10   | 6    | 11   | 15   | 12   | 12   | 12   | 12   | 8    | 9    | 12   |
|       | PP           |      | 10   | 6    | 11   | 15   | 12   | 12   | 12   | 12   | 8    | 9    | 12   |
|       | PSOE         | 7    | 10   | 8    | 9    | 6    | 7    | 11   | 13   | 12   | 12   | 10   | 7    |
|       | Podemos-EQuo |      |      |      |      |      |      |      |      |      |      | 1    | 1    |
|       | UCD          | 13   |      |      |      |      |      |      |      |      |      |      |      |
|       | UPyD         |      |      |      |      |      |      |      |      |      | 2    |      |      |
|       | Vox          |      |      |      |      |      |      |      |      |      |      |      | 2    |
| Total | Total        | 21   | 25   | 25   | 25   | 25   | 25   | 25   | 25   | 25   | 25   | 25   | 25   |

### Liste des maires
| Mandature | Maire | Maire                                                  | Parti |
| --------- | ----- | ------------------------------------------------------ | ----- |
| 1979-1983 |       | José Antonio López Arranz (es)                         | UCD   |
| 1983-1987 |       | Miguel Ángel Trapero García                            | PSOE  |
| 1983-1987 |       | Emilio Zamarriego Monedero (1986)                      | AP    |
| 1987-1991 |       | Luciano Sánchez Reus Juan Antonio Perteguer Rey (1989) | CDS   |
| 1991-1995 |       | Ramón Escobar Santiago (es)                            | PP    |
| 1995-1999 |       | Ramón Escobar Santiago (es)                            | PP    |
| 1999-2003 |       | José Antonio López Arranz (es)                         | CDS   |
| 2003-2007 |       | Pedro Arahuetes (es)                                   | PSOE  |
| 2007-2011 |       | Pedro Arahuetes (es)                                   | PSOE  |
| 2011-2015 |       | Pedro Arahuetes (es) Clara Luquero (2014)              | PSOE  |
| 2015-2019 |       | Clara Luquero                                          | PSOE  |
| 2019-2023 |       | Clara Luquero Clara Martín García (2022)               | PSOE  |
| 2023-2027 |       | José Mazarías                                          | PP    |

## Patrimoine

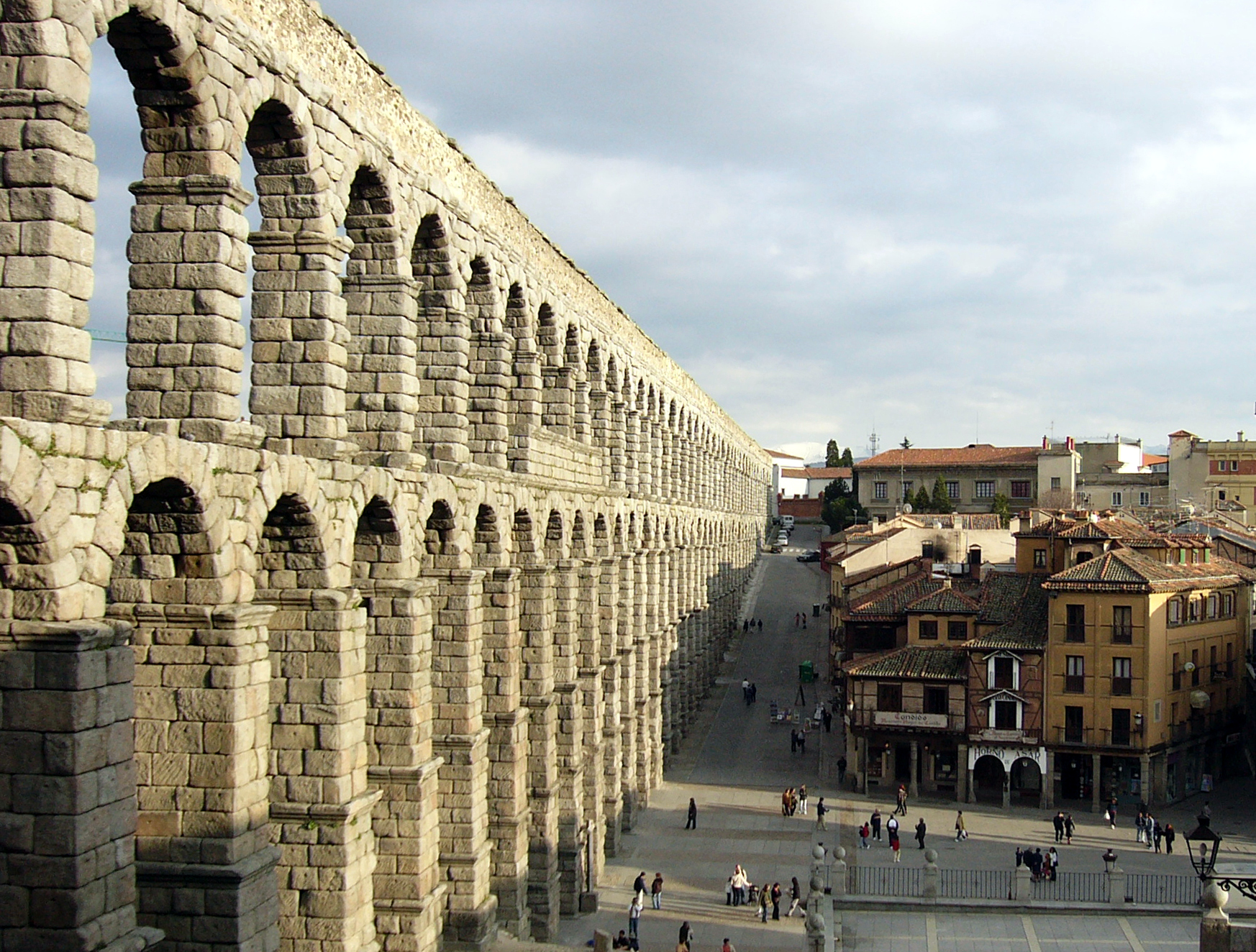
L'aqueduc romain de Ségovie et la place de l'Azoguejo.

La vieille ville de Ségovie constitue un des ensembles artistiques et architecturaux les plus riches d'Espagne, dont la beauté est soulignée par la majesté du site sur lequel s'établit la ville : un promontoire rocheux faisant face à la Sierra de Guadarrama. La ville est sur la liste du patrimoine mondial de l'UNESCO depuis 1985.
De l'époque romaine subsiste un aqueduc dont l'état de conservation est remarquable. Il s'agit de la construction de ce type la mieux préservée d'Espagne, et l'un des plus beaux exemples de tout le monde romain.
Le Moyen Âge a très fortement marqué la ville de son empreinte. Les vestiges de cette époque sont légion. Les murailles de la ville et l'Alcázar témoignent de son rôle de place forte, tandis que les innombrables églises romanes (San Esteban, San Millán, San Martín, la Santísima Trinidad, San Andrés, San Clemente, Santos Justo y Pastor et San Salvador) révèlent une intense vie spirituelle dans la cité, dominée par la très élégante silhouette de la Cathédrale Santa María. La vieille ville est par ailleurs entourée d'un nombre imposant de monastères situés hors-les-murs. Enfin, beaucoup de palais et de maisons seigneuriales d'une grande valeur architecturale furent édifiés à la fin du Moyen Âge et au début du XVIe siècle, époque à laquelle Ségovie était l'un des hauts lieux de l'industrie lainière du royaume de Castille. Ses productions s'exportaient vers l'Angleterre et la Flandre, grâce notamment aux liens qui unissaient le nord de l'Europe et l'Espagne depuis les Rois catholiques et Charles Quint.
La ville compte aussi la maison-musée Antonio Machado où a vécu le poète entre 1919 et 1932.

Vues de Ségovie
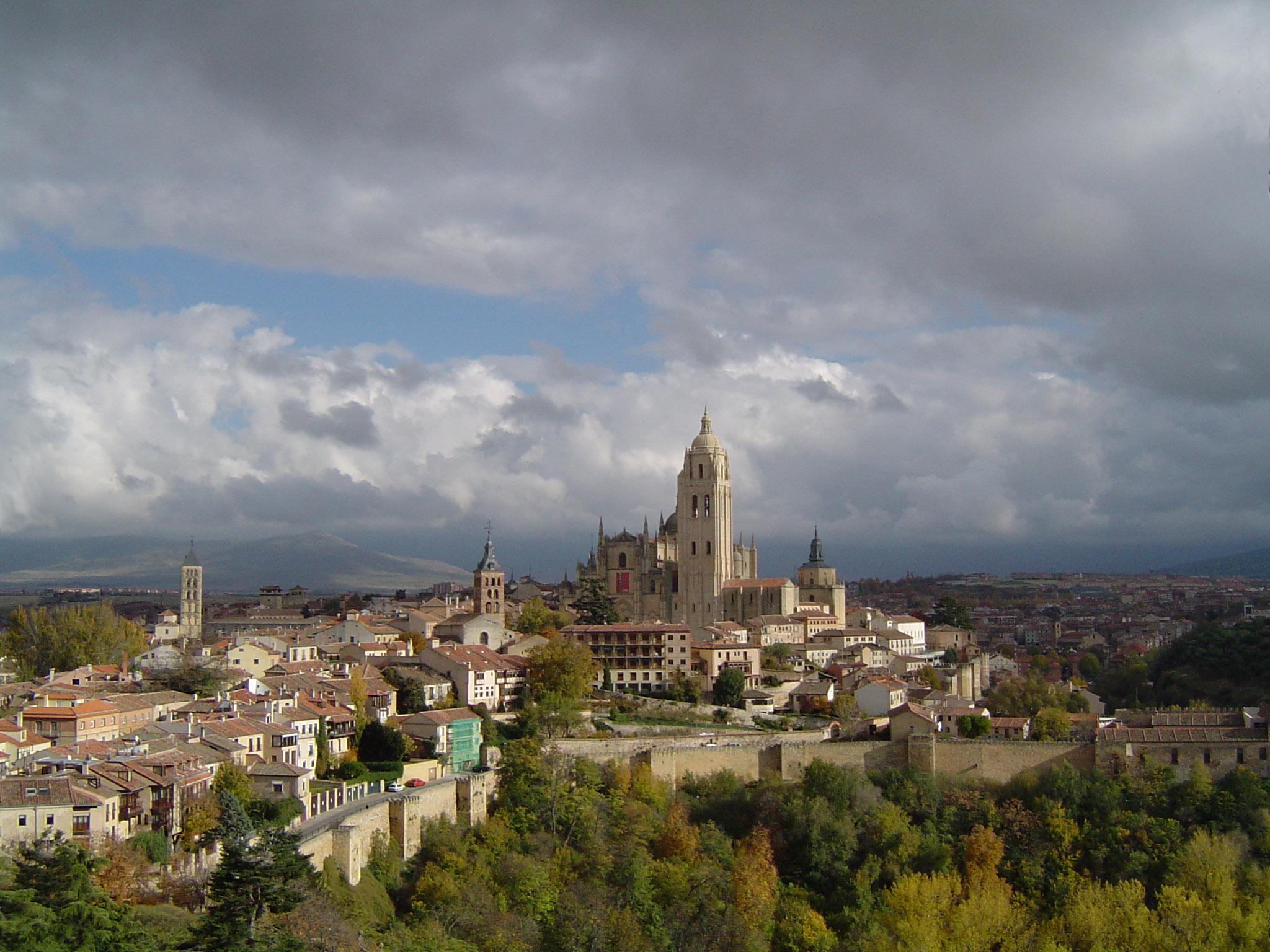
Ségovie vue depuis le haut de l'Alcázar.
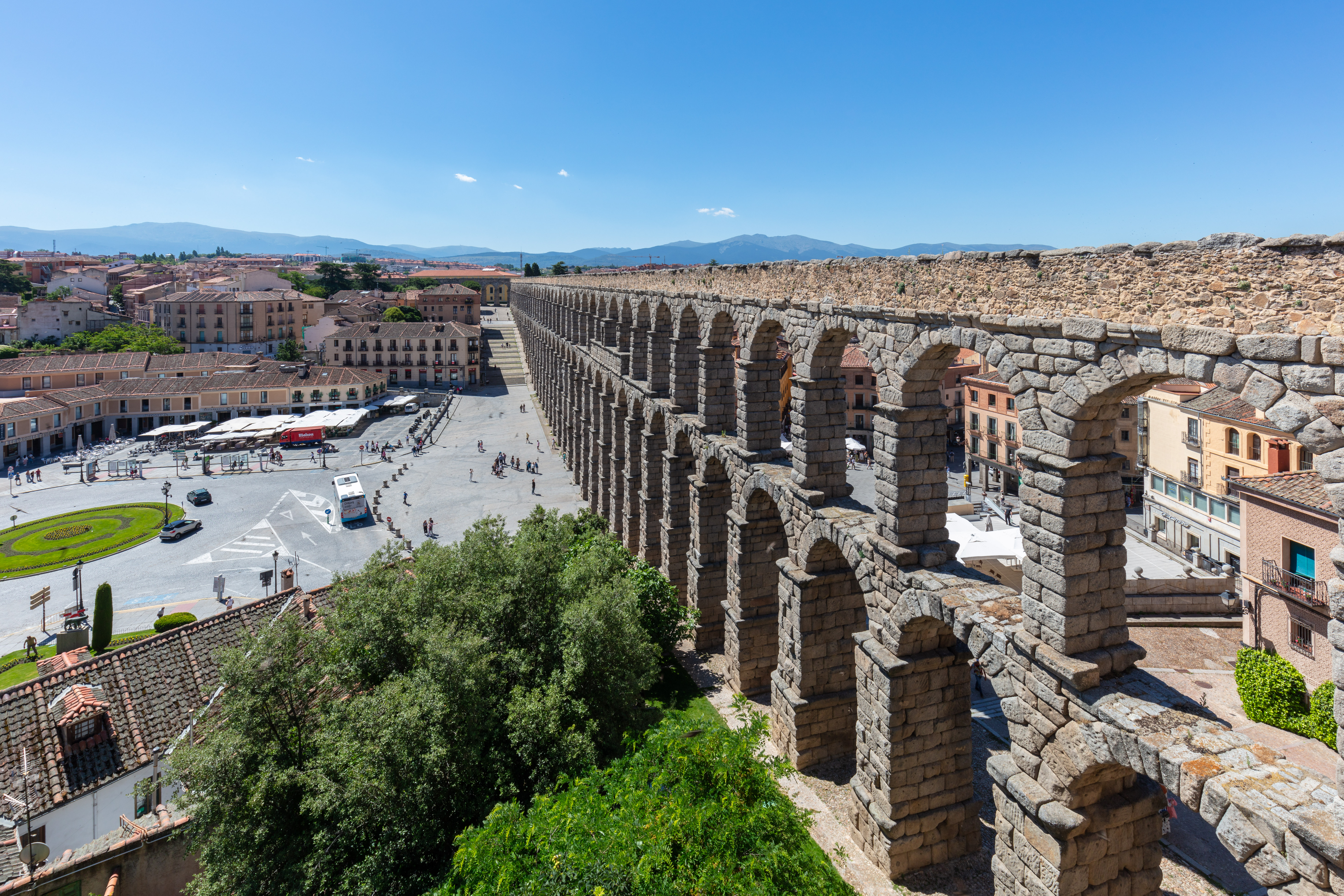
Vue de l'aqueduc de Ségovie.
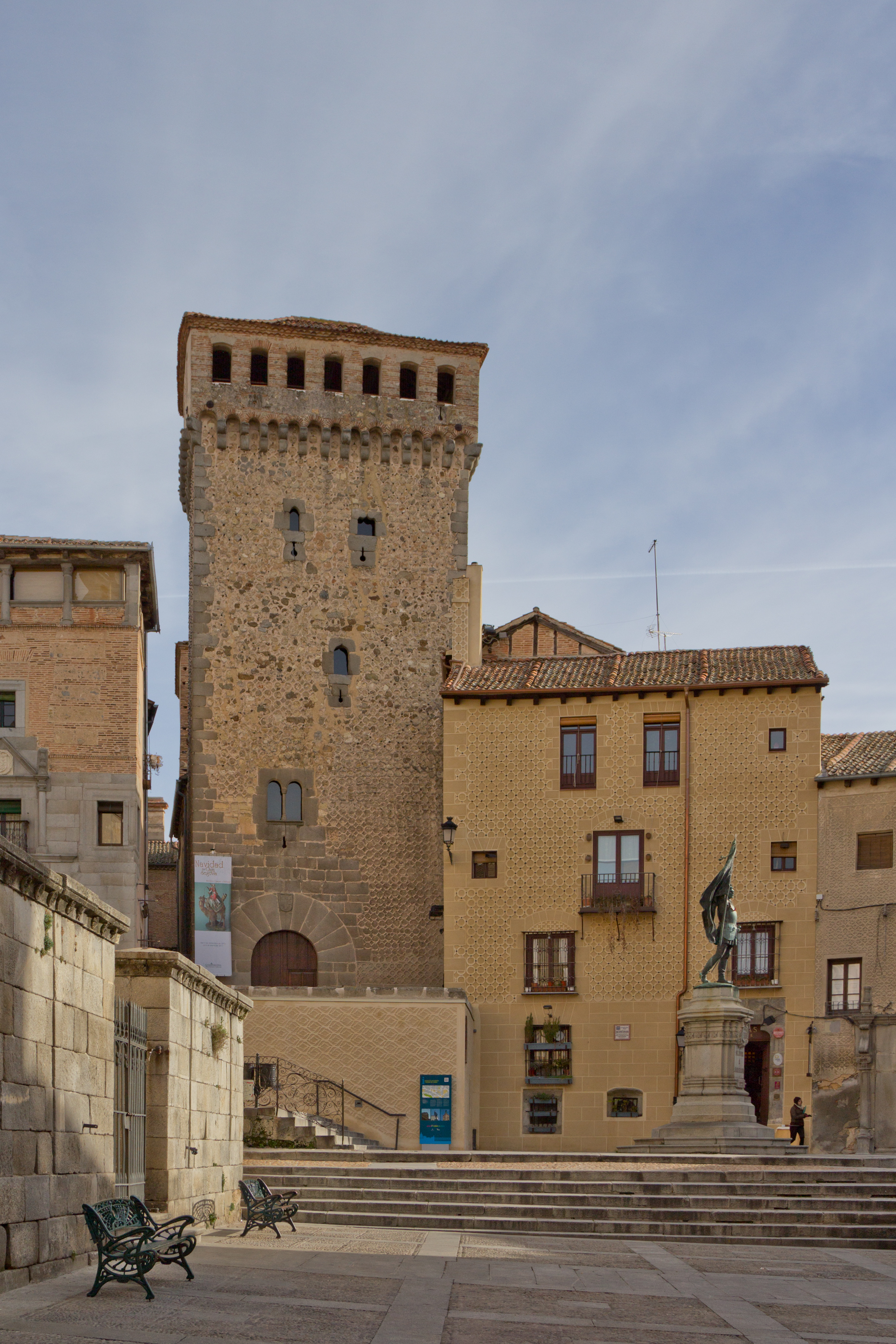
Torreón de Lozoya.
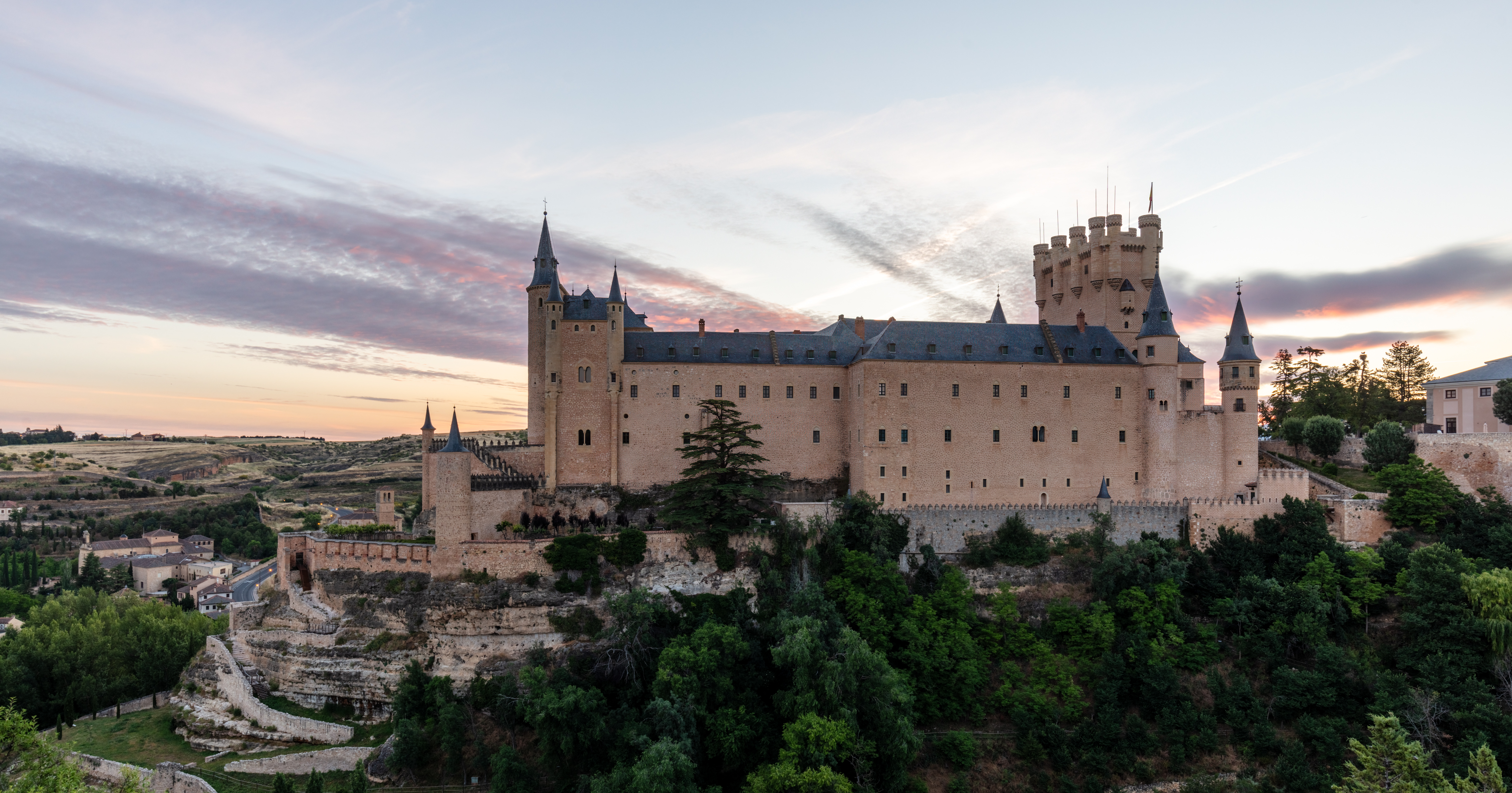
Alcázar de Ségovie.
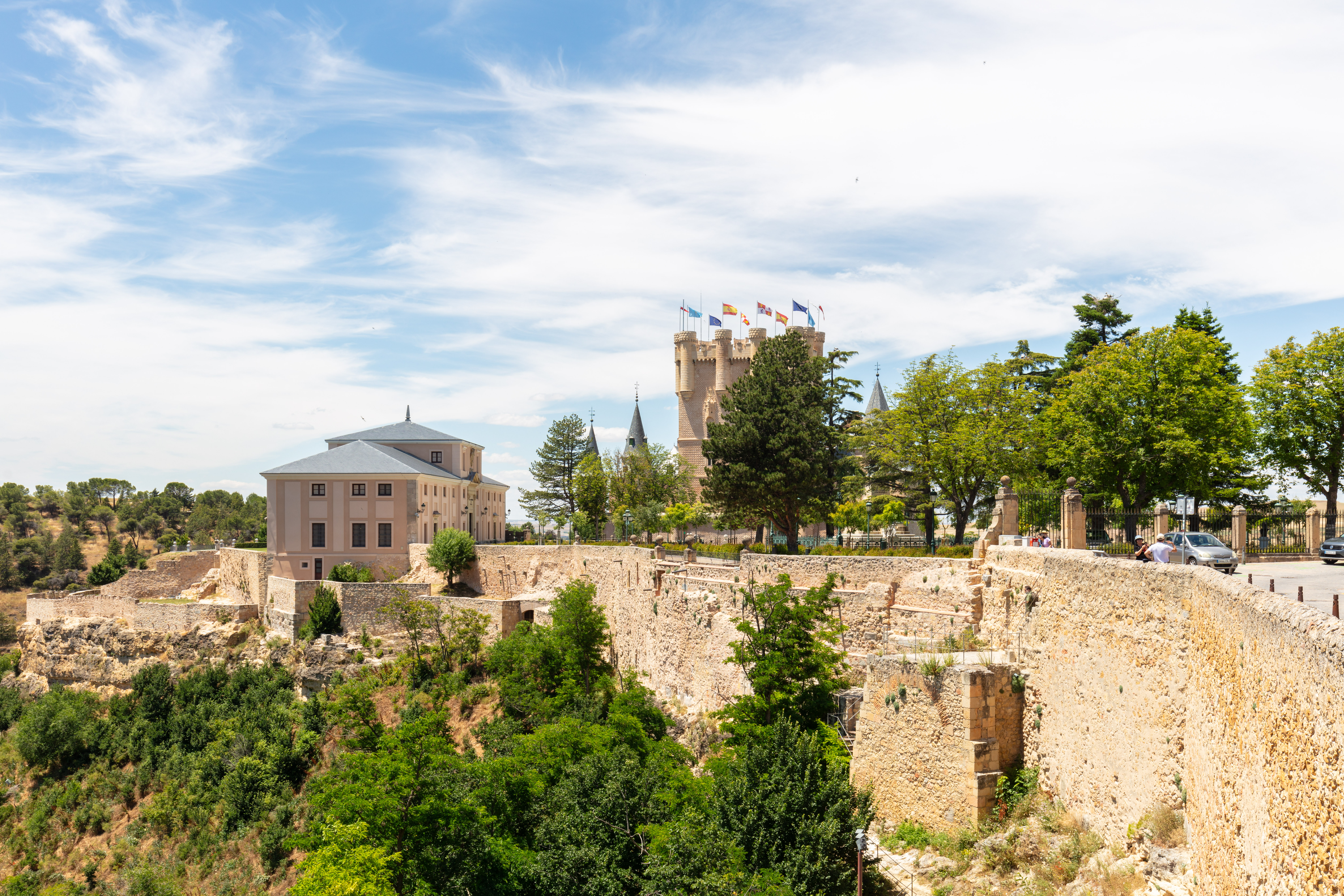
Remparts de la ville

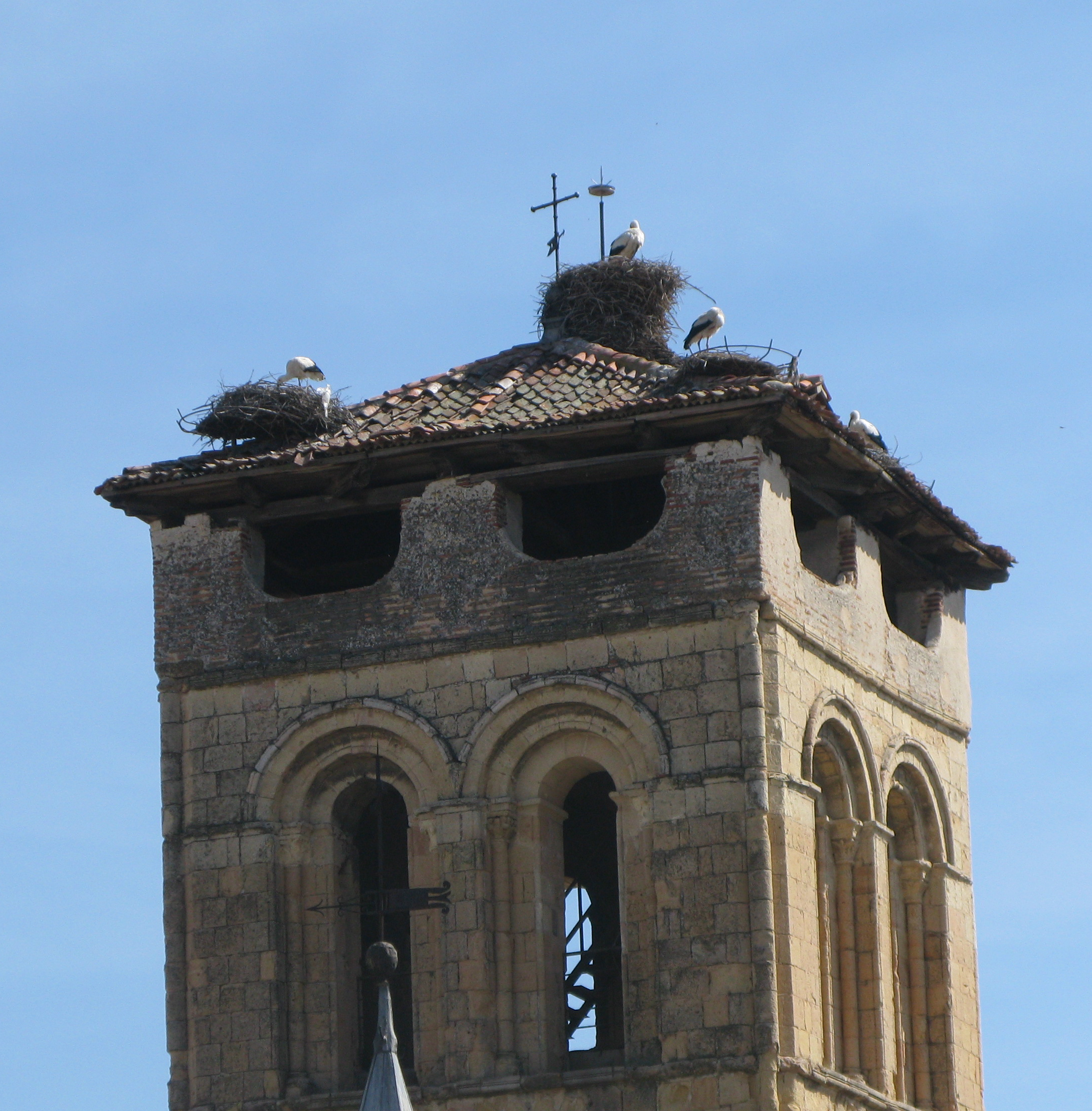
Cigognes sur une église.
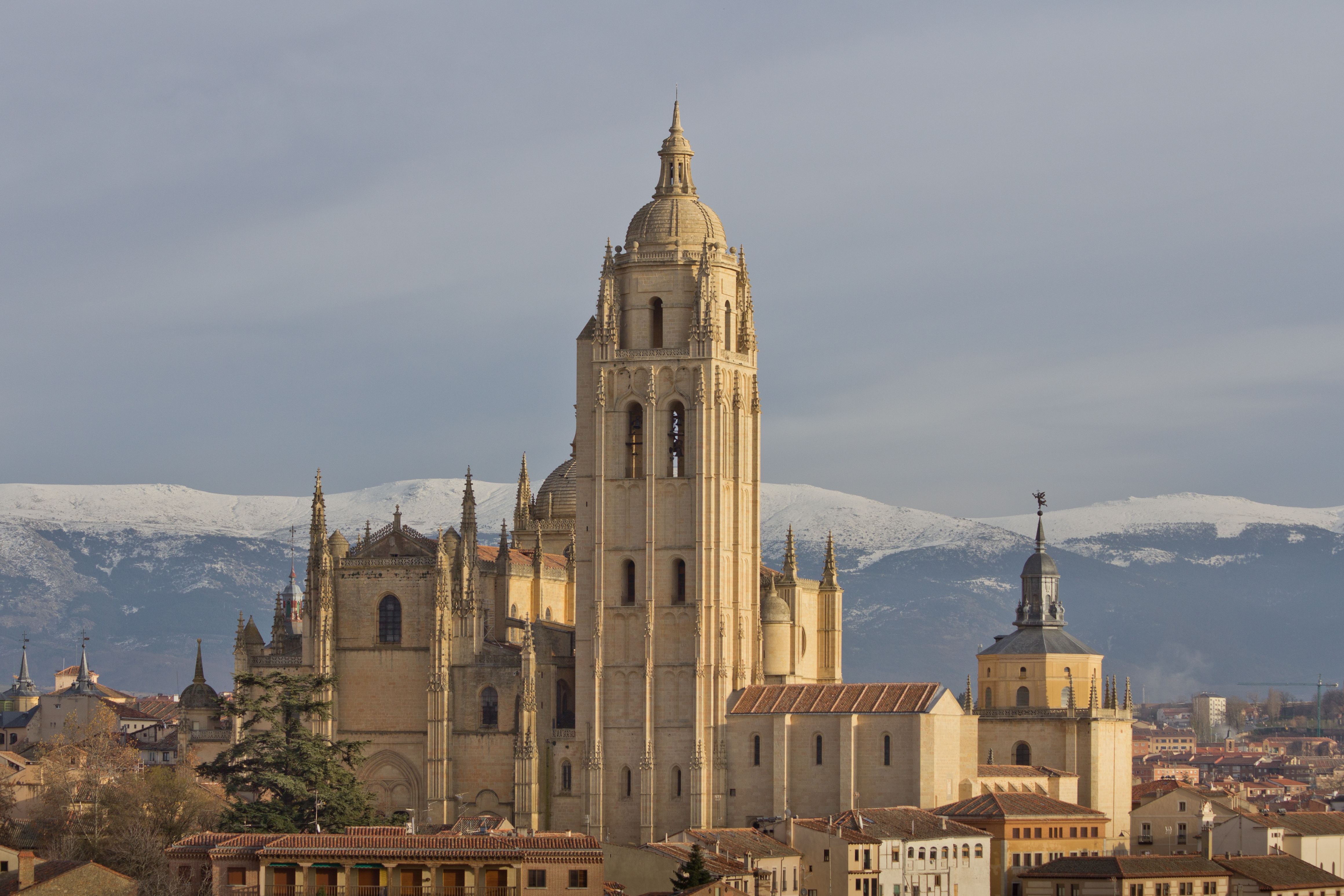
La cathédrale de Ségovie.
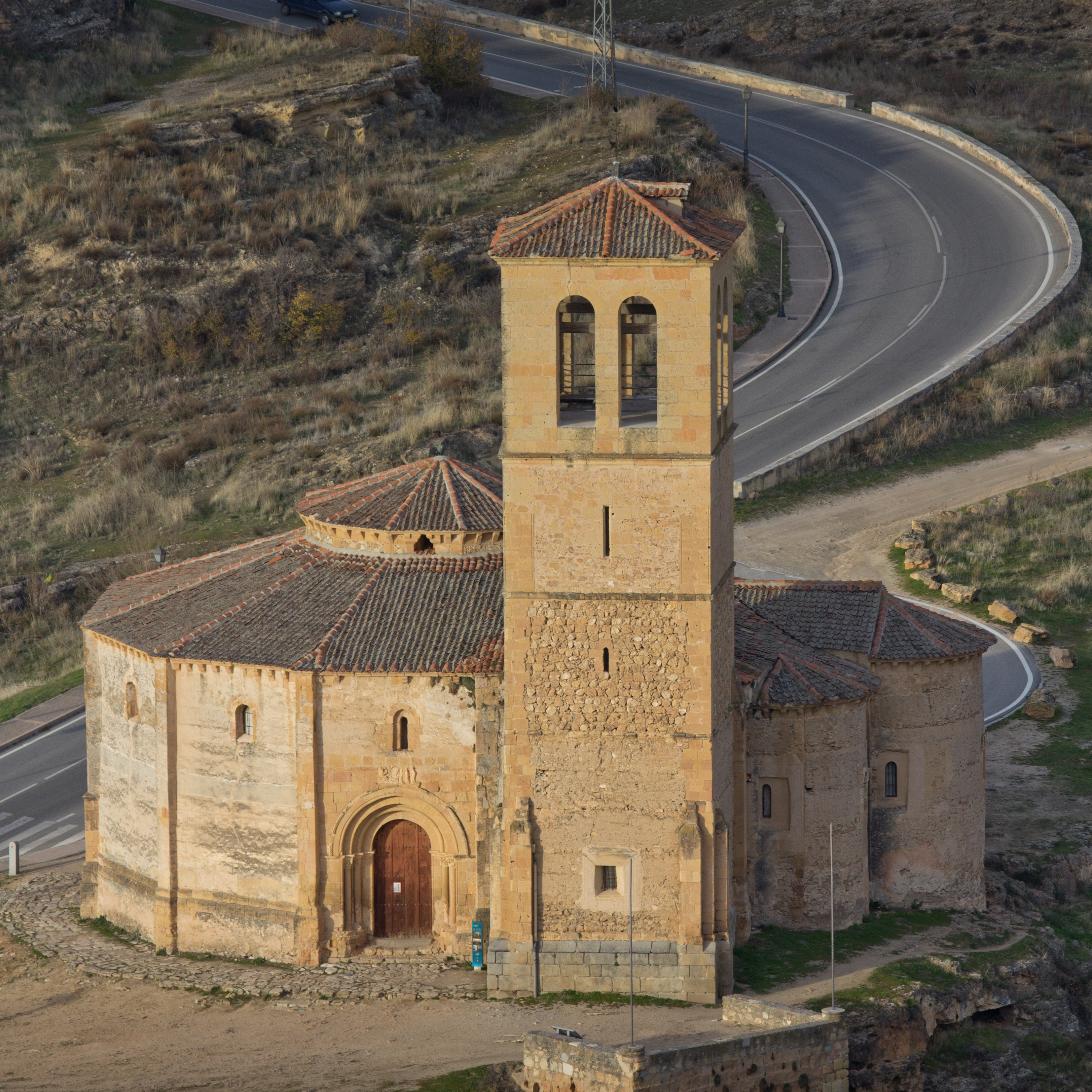
Église de la Vera Cruz (Ségovie).
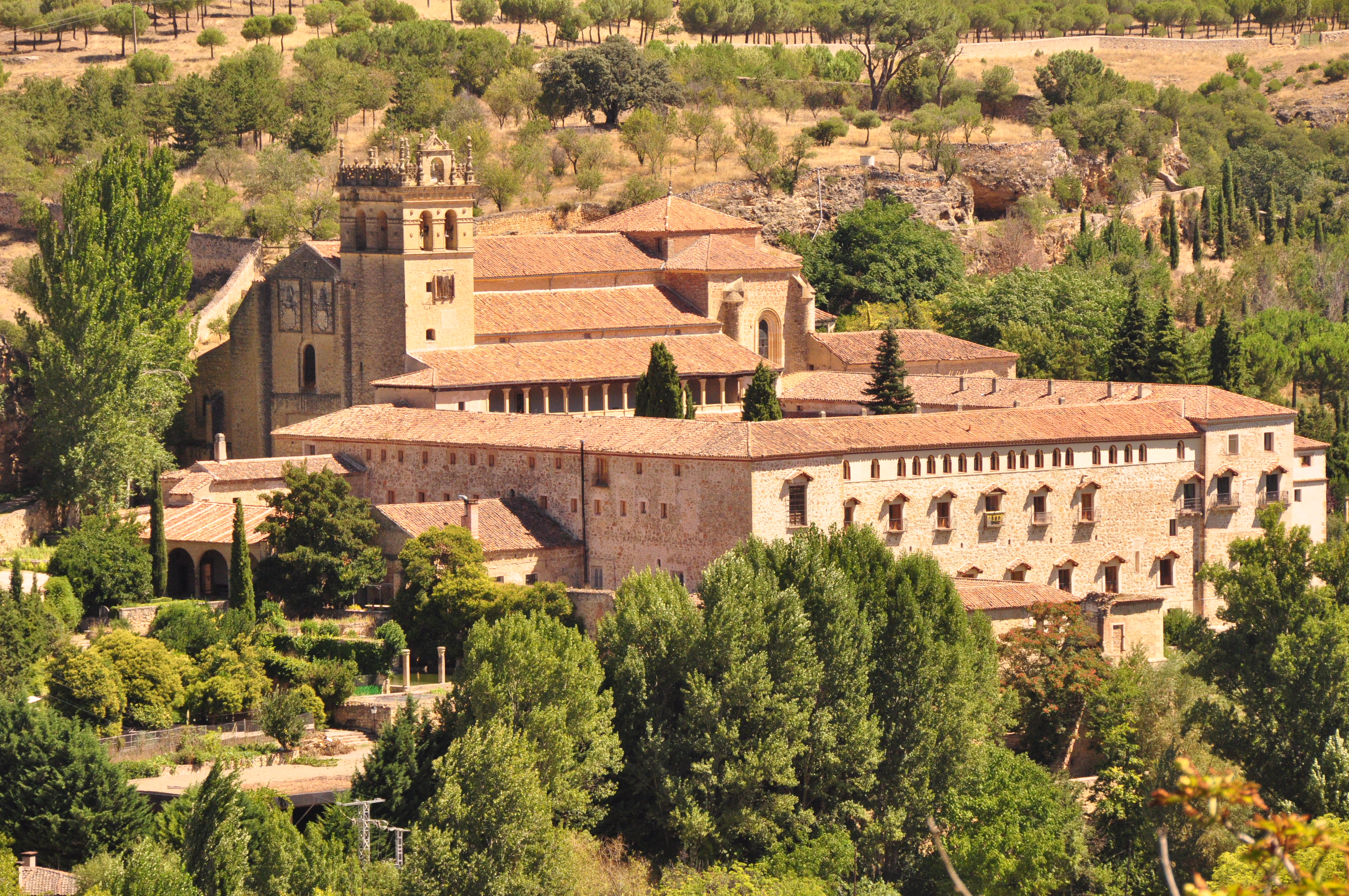
Monastère de Sainte-Marie del Parral.
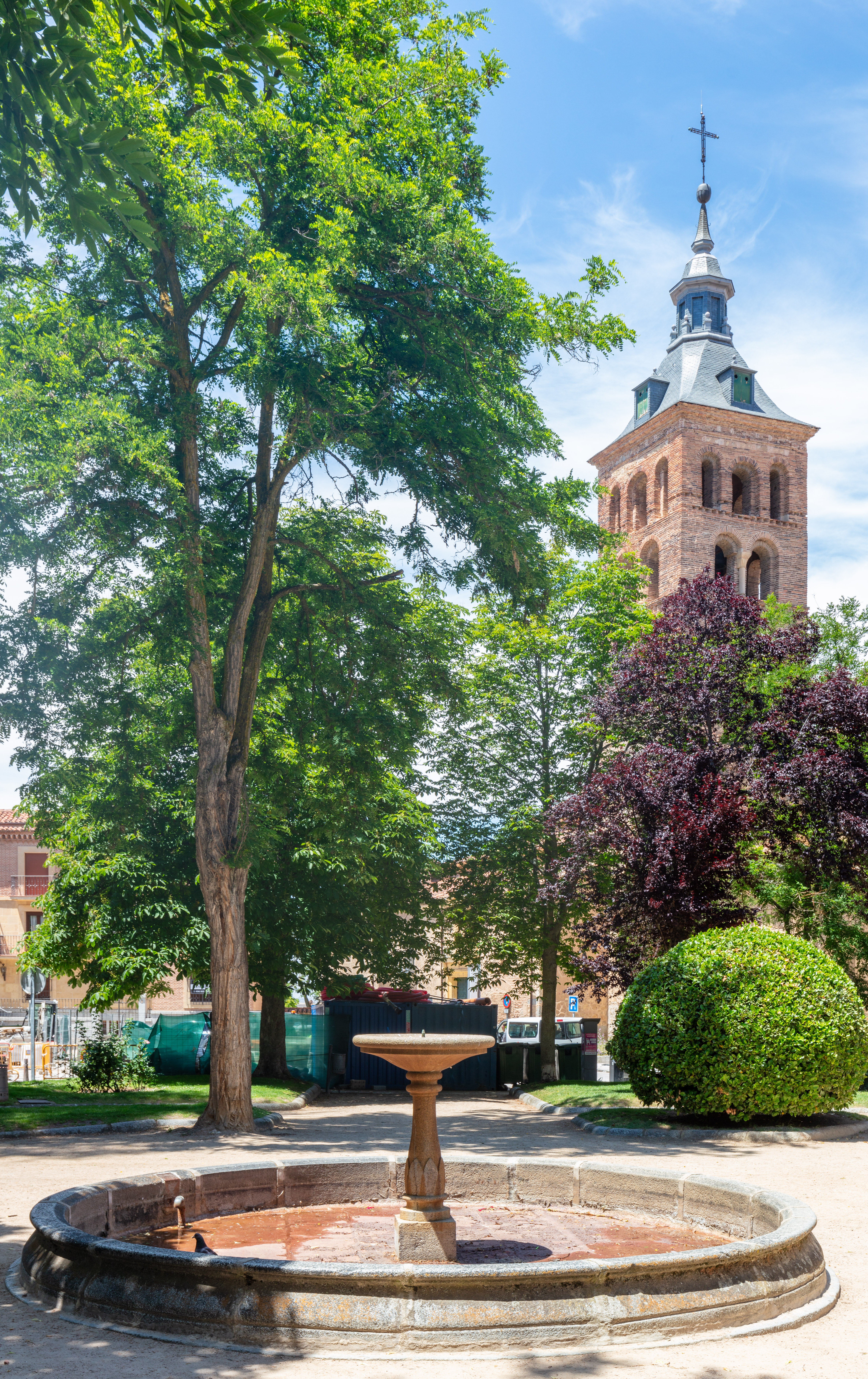
Place de la Merced.

## Culture

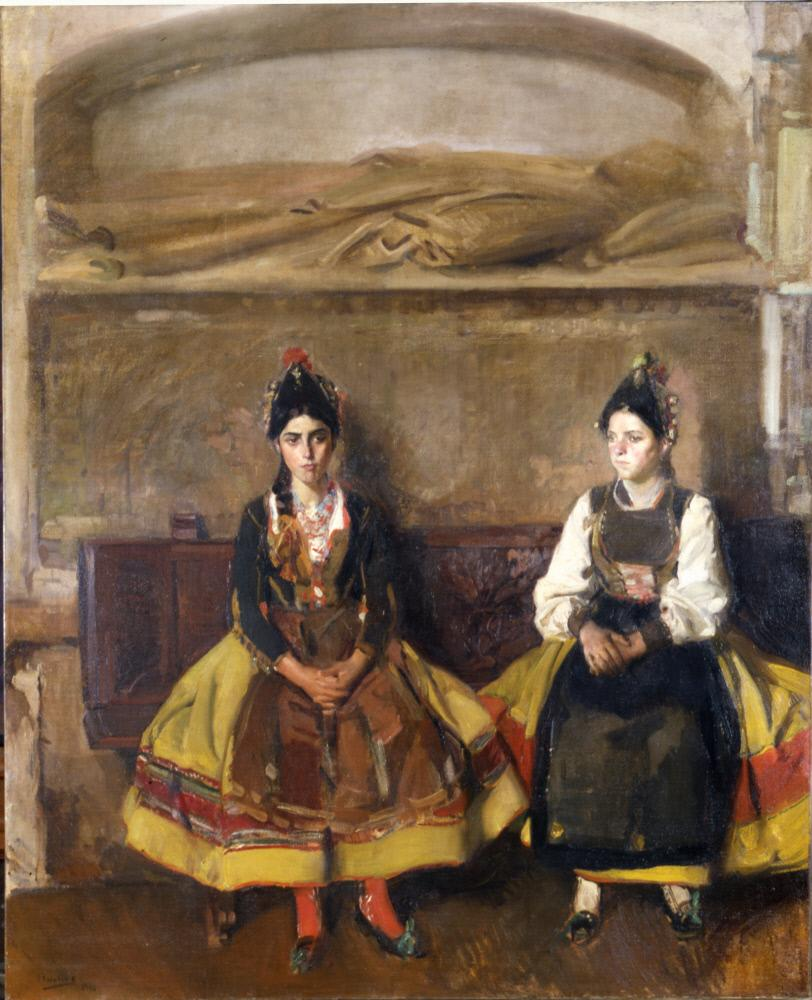
Jeunes Paysannes ségoviennes, 1910
Joaquín Sorolla
The Hispanic Society of America, New York

### Entités culturelles
Musées
- Museum de Ségovie
- Musée d'Art Contemporain Esteban Vicente
- Musée de l'Académie de l'Artillerie
- Museo Zuloaga
- Maison-musée Antonio Machado
- Centre didactique du quartier juif de Ségovie, ancienne demeure d'Abraham Senior
- Real Casa de Moneda, maison de la monnaie de Ségovie (en)

### Festivals

#### Fiesta de la Vierge de la Fuencisla
La Vierge de la Fuencisla, célébrée le 25 septembre, est Patronne de Ségovie et de la Communauté de la Ville et du Territoire de Ségovie. Le jour de la plus grande fête est le dernier dimanche du mois de septembre. Dix jours auparavant, la Vierge monte de son sanctuaire de l'Alameda de la Fuencisla à la cathédrale pour commencer la neuvaine. Pendant neuf jours, la neuvaine est célébrée dans la cathédrale, au cours de laquelle l'hymne de Fuencisla est chanté, et le dernier dimanche du mois, la Vierge retourne dans son sanctuaire. Elle fut couronnée canoniquement sous le pontificat de Benoît XV, par l'évêque de Ségovie Remigio Gandásegui y Gorrochátegui, le 24 septembre 1916.

#### Fiesta de San Lorenzo
Autour du 10 août, cette fête a lieu dans l'un des quartiers les plus populaires de la ville.

#### Ferias et Fiestas de San Juan et San Pedro
Entre le 24 et le 29 juin. Ce sont les fêtes les plus importantes de la ville et sont célébrées depuis le XVe siècle. Leur origine remonte à 1459, lorsque le roi Henri IV accorda ce privilège à la ville de Ségovie.

#### Fête de San Frutos
Saint patron de Ségovie, San Frutos est célébré le 25 octobre.

## Sports
Arrivées du Tour d'Espagne :
- 2008 :  David Arroyo
- 1998 :  Roberto Heras

## Personnalités nées dans la ville
- Dominique Gundissalvi (1110-1181), archevêque et traducteur.
- Bérengère de Castille, (1180-1246), reine de Leon.
- Pedro Arias Dávila, (1440-1531), conquistador.
- Domingo de Soto, (1494-1560), théologien.
- Andrés Laguna de Segovia (1499-1559), médecin humaniste.
- Alonso de Ledesma (1552-1623), poète.
- Isabelle-Claire-Eugénie d'Autriche (1566-1633), archiduchesse.
- Arsenio Martínez-Campos Antón (1831-1900), militaire et homme politique.
- Pedro Delgado (1960-), coureur cycliste, vainqueur du Tour de France 1988.
- Lucía Jiménez (1978-), actrice.

## Personnalités liées à la ville
- María Espinosa de los Monteros (1875-1946), conseillère municipale de Ségovie[6].
- Catharina de Habsbourg (1972-), archiduchesse d'Autriche et princesse de Hongrie et de Bohême, ancienne directrice des relations internationales de l'IE University de Ségovie[7].

## Jumelages
Ségovie est jumelée avec les villes de :
- Tucson (États-Unis)
- Tours (France)
- Navalcarnero (Espagne)
- Medina del Campo (Espagne)
- Marysville (États-Unis)
- Barquisimeto (Venezuela)
- Édimbourg (Écosse)
- Bristol (Angleterre)